# Ambroxol
Ambroxol je léčivo, působí jako mukolytikum (expektorans), má také sekretomotorické účinky. V léčivých přípravcích je ve formě hydrochloridu. Může se podávat i inhalačně. Je metabolitem bromhexinu. Prodává se pod různými názvy jako např. Ambrobene či Mucosolvan.

## Nežádoucí účinky
Ambroxol je dobře snášen, ojediněle se mohou vyskytnout zažívací obtíže.